# مخيم لاجئين

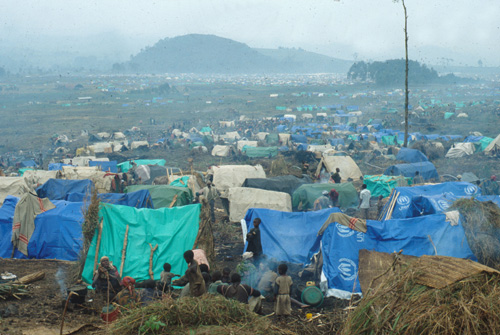
مخيم لاجئين راونديين في شرق زائير

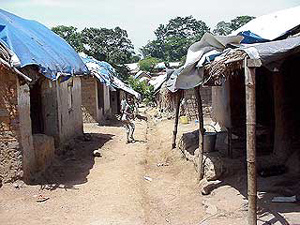
مخيم لاجئين في غينيا

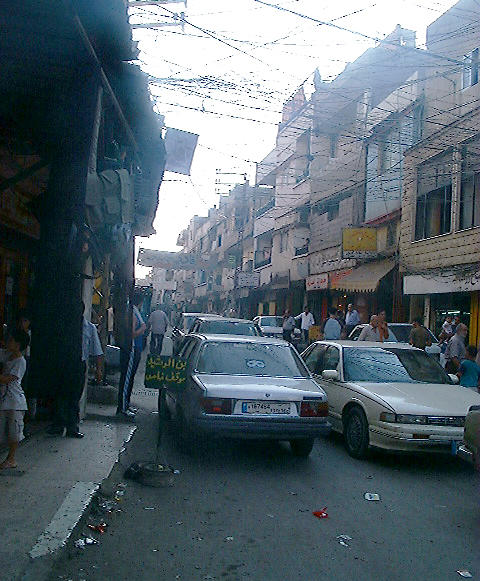
صور مخيم نهر البارد للفلسطينيين في شمال لبنان

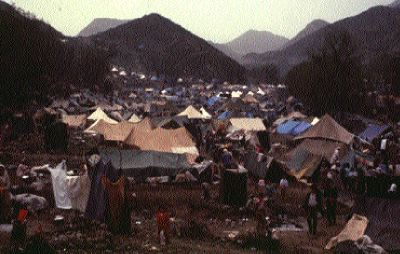
مخيم لاجئين أكراد على حدود العراق وتركيا، 1991

مخيم اللاجئين هو مكان يأوي سكانا لجؤوا إليه لأسباب قسرية. وعادة ما يكون سكّان هذا المخيم من الملاحقين سياسيا أو الهاربين من حروب أو يكونون ضحايا لعمليات تهجير أو تفاديا لعمليات تطهير, وتنطبق تسمية مخيّم لاجئين على المأوى الذي يلجأ إليه أيضا ضحايا الكوارث الطبيعية والمجاعات (ضحايا بيئة).
و عادة ما تقوم مؤسسات إنسانية ببناء هذه المخيمات. من ضمن تلك المؤسسات: الأمم المتحدة والصليب الأحمر.
و يمكن لمخيم لاجئين واحد أن يستوعب أحيانا مئات الألوف أو حتى الملايين من اللاجئين.
مع أن فكرة مخيمات اللاجئين تقضي بأن يكون المخيم مأوى مؤقتا لسكانه ليعودوا إلى ديارهم حالما سمحت لهم الأوضاع بعد زوال أسباب اللجوء، لكننا نرى أن هناك مخيمات قد طال وجودها لمدة عقود كمخيمات اللجوء الفلسطينية التي تحولت من الخيم إلى البناء.